# ويلهلم شتاين
ويلهلم شتاين (بالألمانية: Wilhelm Stein)‏ هو مقاوم ومهندس ألماني، ولد في 15 مايو 1895 في زانكت غوار في ألمانيا، وتوفي في 26 يونيو 1944 في هامبورغ في ألمانيا.